# Rhinopithèque de Roxellane
Rhinopithecus roxellana
Espèce
Statut de conservation UICN

ENA2cd+4cd : En danger
Statut CITES
Le Rhinopithèque de Roxellane (Rhinopithecus roxellana) également connu sous le nom de rhinopithèque doré, mais plus communément désigné sous les nom de  « singe brun-doré » ou encore « singe doré », est une espèce de Primates. C'est un rhinopithèque de la famille des Cercopithécidés, couvert d’une belle fourrure rousse, avec une face bleutée et un petit nez retroussé. Il vit dans les forêts de montagne de Chine du Sud-Ouest, le long du plateau tibétain.
Il a été classé par l’UICN comme une espèce « en voie de disparition » en raison de la destruction des forêts de montagne dans lesquelles il vit et d’un niveau de braconnage non soutenable, pratiquée pour sa peau utilisée en médecine traditionnelle chinoise.

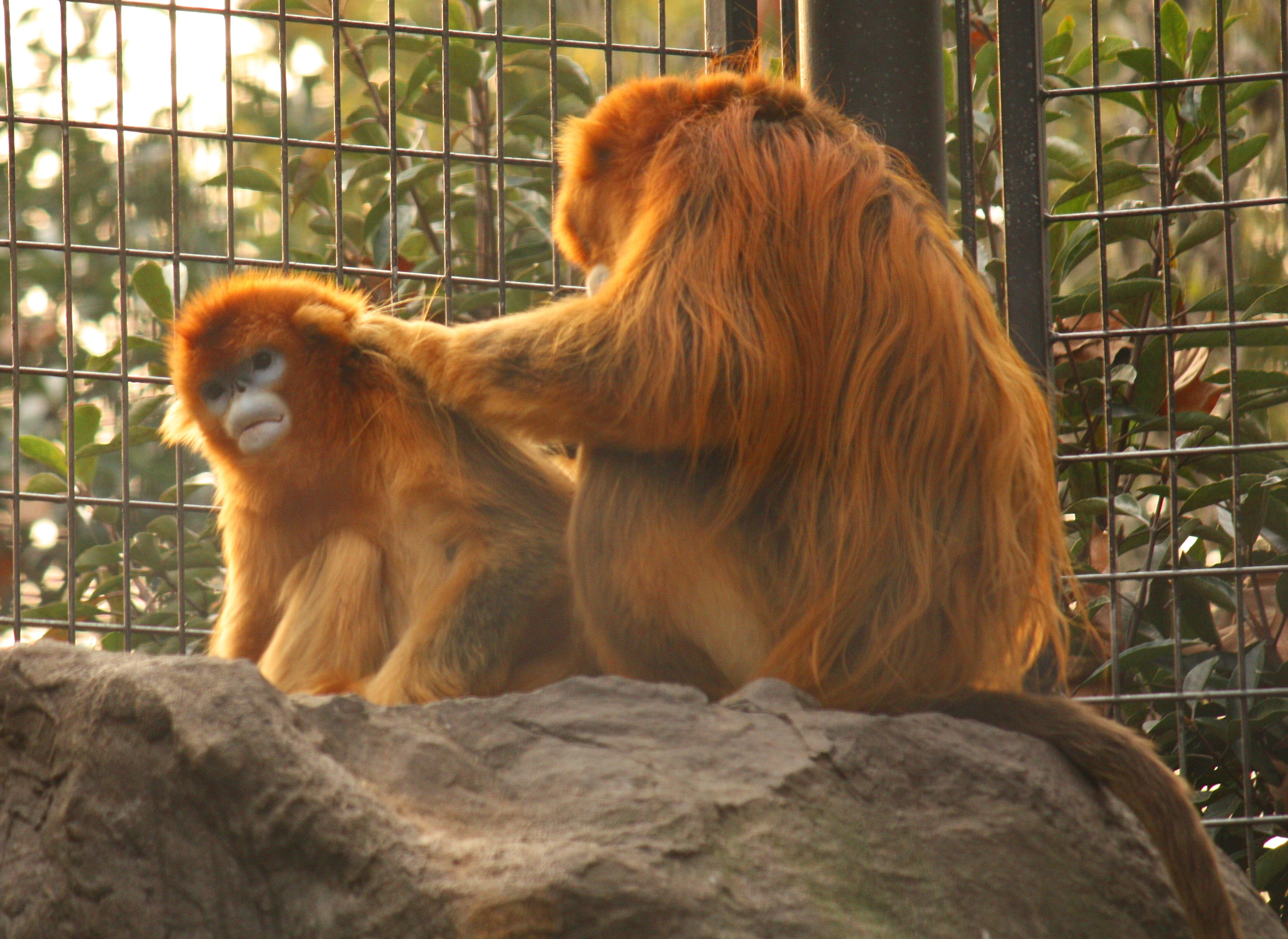
Chez Rhinopithecus roxellana le mâle est plus grand et couvert d’une épaisse fourrure dorsale dorée.

## Étymologie et histoire de la nomenclature
Le nom de genre Rhinopithecus est composé des mots grecs ῥίνος / rhinos (« nez ») et πίθηκος / pithecos (« singe »), allusion au petit nez particulier de cette espèce.
L’épithète spécifique roxellana rappelle Roxelane, une esclave ukrainienne à la chevelure dorée, qui, selon les récits de l’époque, devînt la principale épouse et conseillère du sultan ottoman Soliman le Magnifique.
Le zoologiste français Henri Milne Edwards du Muséum national d’histoire naturelle a décrit l’espèce sous le nom de Semnopithecus roxellanae puis de Rhinopithecus roxellanae. C’est, écrit Bernard Heuvelmans, « une allusion discrète et charmante au nez retroussé de l’esclave exquise Roxelane, qui, en épousant le sultan Soliman le Magnifique, prouve que les contes de fées ne sont pas toujours du domaine de l’irréalité ».
Le père Armand David a collecté des spécimens de l’espèce à Mowpin, au Tibet oriental, à 200 km à pieds à l’est de Chengdu. Il demandait à des chasseurs de lui ramener des dépouilles d’animaux qu’il préparait et envoyait ensuite au Muséum. En mai 1869, il rapporte : « Mes chasseurs, qui étaient partis depuis un demi-mois pour les régions occidentales, en reviennent aujourd’hui et me portent six singes, d’une nouvelle espèce, que les Chinois appellent Kin-tsin-hou [金丝猴 Jīnsīhóu], ou « singe brun-doré »… Ces singes, dont le dos est couvert d’un très long poil, vivent sur les arbres des plus grandes montagnes, qui actuellement sont encore couvertes de neige. ».
Dans le compte-rendu écrit ultérieurement, il indique : « Le Rhinopithecus roxellanae, remarquable espèce nouvelle, vit dans le district de Yaotchi et jusqu'au Koukou nor, dans les forêts les plus élevées et froides ; sa nourriture en hiver consiste en bourgeons d’arbres et en jeunes pousses de bambous sauvages. Ce curieux singe, à la face verte et au nez très retroussé, a des membres vigoureux et charnus, et le poil du dos s’allonge beaucoup. Les Chinois en recherchent la peau pour guérir les rhumatismes. » (Nouvelles archives du Muséum, 1874).

## Liste des sous-espèces
Selon Mammal Species of the World (version 3, 2005)  (26 mars 2011), il existe trois sous-espèces :
1. sous-espèce Rhinopithecus roxellana roxellana, sous-espèce la plus largement distribuée, dans les forêts tempérées des montagnes de Chine du Centre et du Sud-Ouest, à l’altitude de 1 500–3 400 m, dans les provinces du Gansu du Sud, Hubei, Shaanxi du Sud et Sichuan de l’Ouest[10]
2. sous-espèce Rhinopithecus roxellana hubeiensis, sous-espèce présente dans le Hubei de l’Ouest et le Sichuan du Nord-Est
3. sous-espèce Rhinopithecus roxellana qinlingensis, vit dans Shaanxi du Sud (Monts Qinling)

## Caractéristiques

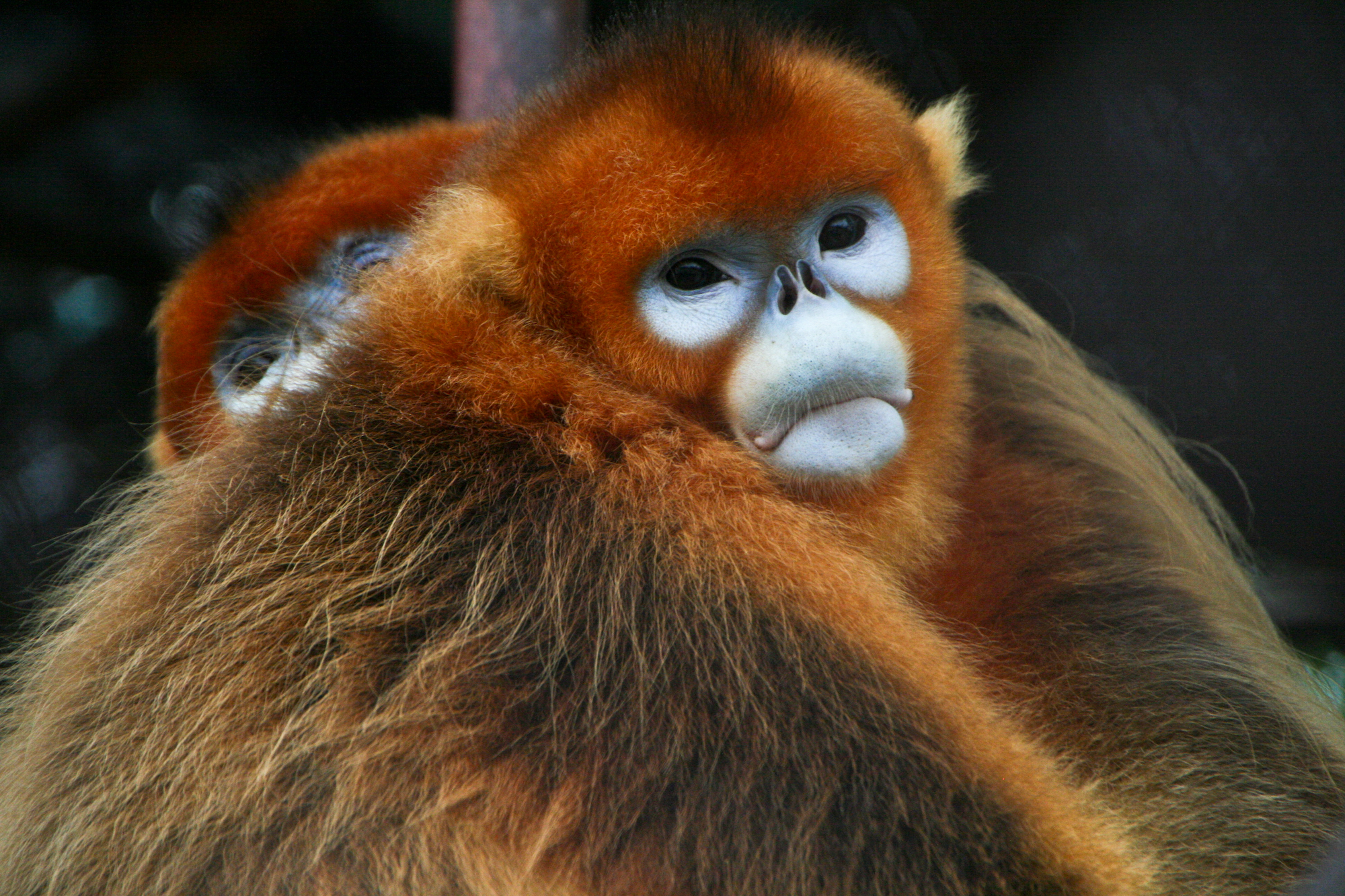
Rhinopithèque de Roxellane

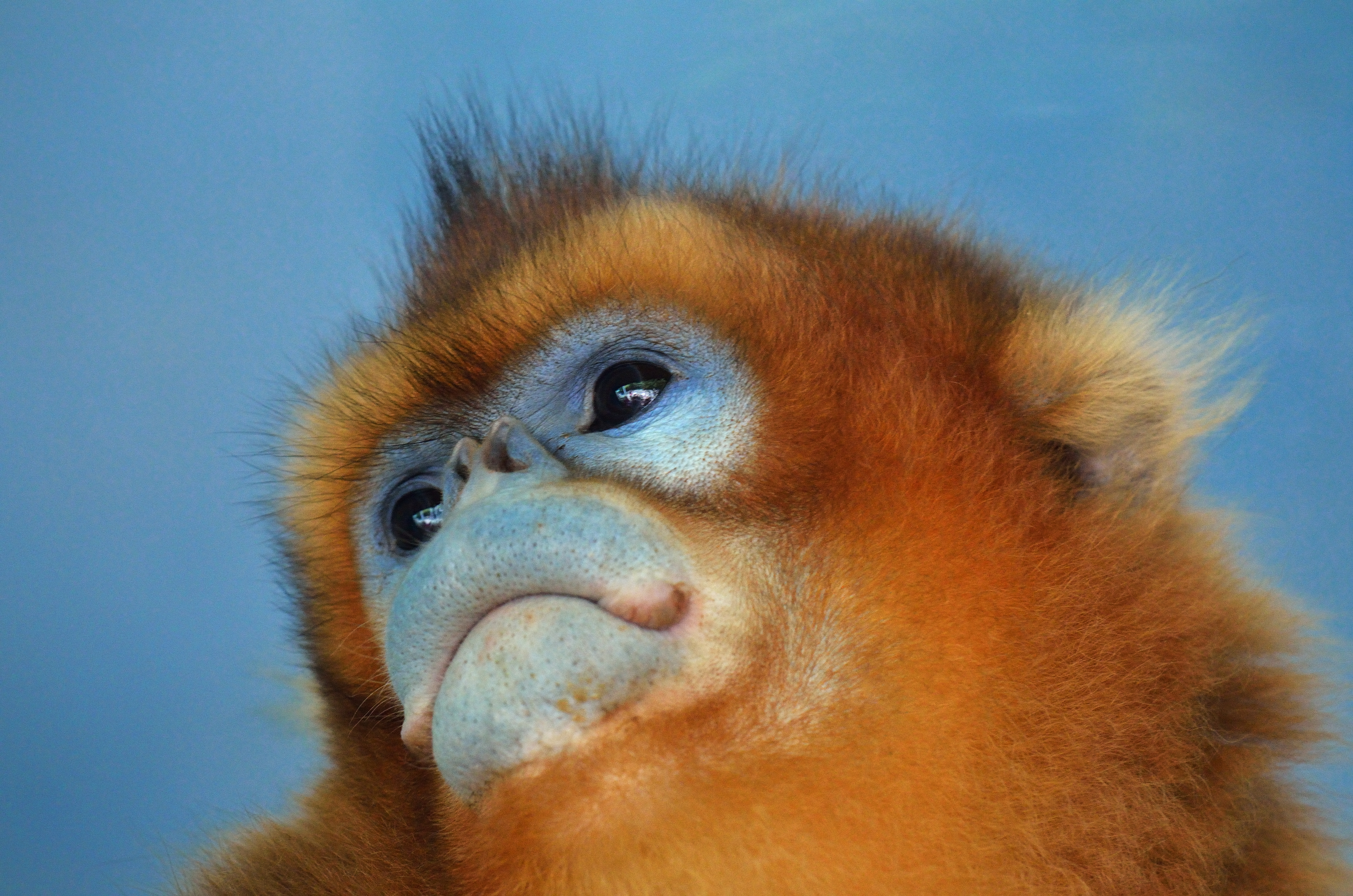
Tête de mâle avec excroissances sur le bord des lèvres

Le rhinopithèque de Roxellane est un primate à long pelage roux orange qui a un petit nez retroussé bleu.
Il fait de 57 cm à 76 cm avec une queue de taille semblable.
Les mâles sont plus grands que les femelles. La queue est préhensile mais contrairement aux singes du Nouveau Monde, ils ne peuvent pas saisir des objets avec elle ou se suspendre.
Le pelage est de couleur différente suivant le sexe.
Les mâles adultes ont un corps robuste, le dos couvert de long poils brillamment dorés, la nuque et le dessus des épaules est brun foncé. Une crête brune médiane sur la tête avec des poils dressés est proéminente. Ils ont des excroissances granulomateuses formant des boursouflures dans le coin des lèvres (Zhang, Watanabe et al., 2006).
Les femelles adultes sont bien plus petites que les mâles, environ de la moitié de leur taille. Le dos, la tête, les membres avant et les cuisses sont bruns à brun foncé pour les femelles âgées. Certaines femelles peuvent aussi avoir des granulomes au coin des lèvres, mais bien plus petits que ceux des mâles. Leurs mamelles sur la poitrine sont bien visibles. Quand elles se déplacent, elles peuvent porter un nouveau-né sous l’abdomen.
La peau est bleutée autour des yeux, sur le nez, et sur les babines.
Le nez est aplati et retroussé de telle sorte que les narines sont ouvertes vers l’avant juste sous les yeux.

### Alimentation
Le rhinopithèque de Roxellane se nourrit principalement de lichens, feuilles, fleurs, fruits, graines, bourgeons, écorces, jeunes bambous et herbes, avec une proportion importante de feuilles en hiver, et de fruits en été. Son alimentation variée, largement disponible, permet de réduire la compétition alimentaire entre individus.
Les lichens, fruits et graines représentent 29 % de son régime et les feuilles 24 %. En plus des végétaux, le régime peut comporter des insectes, de petits vertébrés, des œufs d’oiseaux et des oiseaux.
Leur domaine vital fait 1 000–4 000 ha, les déplacements quotidiens sont de moins de 1 000 m. Bien qu’ils puissent survivre à des hivers rigoureux contrairement à la plupart des autres primates, ils sont bien connus pour avoir une aversion pour la neige. Ils migrent vers les basses vallées lors de ces épisodes de grand froid et développent une fourrure protectrice épaisse.

### Organisation sociale

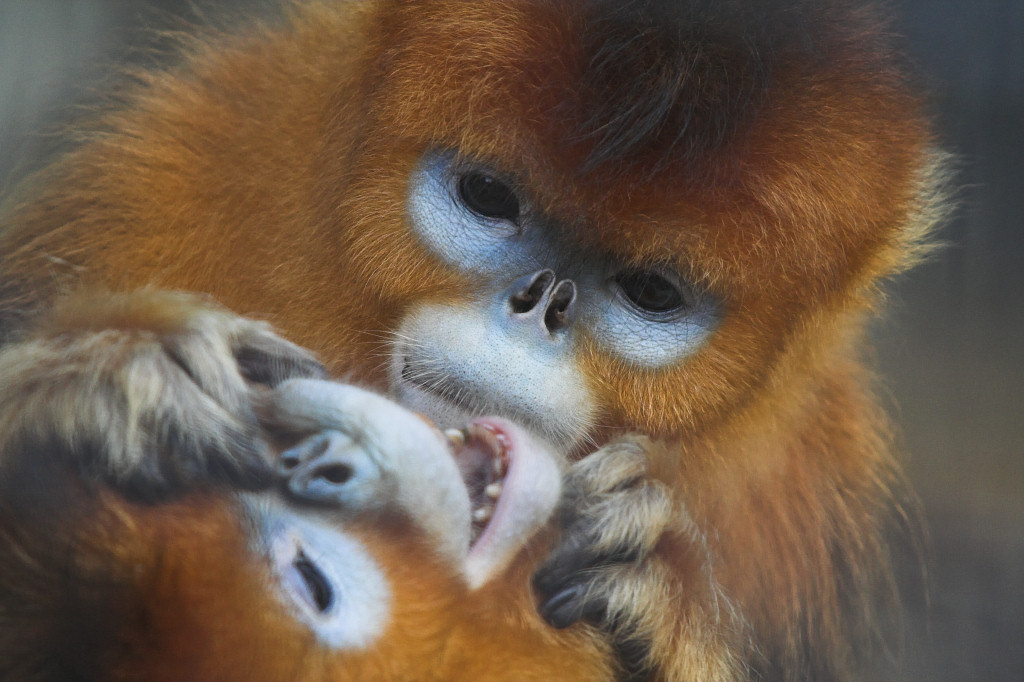
Toilettage mutuel (en anglais allogrooming)

L’unité d’organisation sociale de base du rhinopithèque de Roxellane est un groupe comportant un seul mâle et un harem de femelles avec leurs petits (GUM, groupe à un mâle). La taille moyenne du GUM est de 9 individus, avec une taille un peu plus grande au printemps avec l’arrivée des nouveau-nés (d’après une étude de terrain dans les Monts Qinling 秦岭, de Zhang, Watanabe, Li et Tan, 2005). Les membres d’un même GUM sont tolérants les uns vis-à-vis des autres. Le toilettage est principalement effectué entre membres d’un même GUM.
Les mâles s’accouplent principalement avec les femelles de leur groupe. Quand une femelle est éloignée du mâle de son GUM, elle peut s’accoupler avec un mâle d’un autre groupe. Les mâles restent souvent seuls, éloignés des autres membres du groupe qui peuvent se reposer ensemble dans un arbre.
Il existe aussi des groupes composés exclusivement de mâles non reproducteurs (GNR groupe non reproducteur). Plusieurs GUM et un à trois GNR, se déplacent, cherchent la nourriture, se nourrissent et se reposent ensemble pour former un troupeau, constituant un groupe de niveau supérieur. Ces groupes d'été peuvent contenir jusqu'à 600 individus - un nombre extraordinaire pour n'importe quel autre primate non humain.
Il existe un biais de dispersion des mâles sous-adultes quittant leur troupeau pour aller former un harem dans un autre troupeau.

### Reproduction
La maturité sexuelle advient vers l’âge de 4 à 5 ans pour les femelles et de 7 ans pour les mâles.
Comme le sex-ratio adulte au sein des GUM est fortement biaisé en faveur des femelles, la copulation est généralement sollicitée par la femelle. Elle signale son œstrus par contact visuel avec un mâle et l'invite en se prosternant devant le mâle. Le mâle dans la moitié des cas, répond à l’avance et couvre la femelle. L’éjaculation n’a lieu que dans un petit pourcentage des cas. Durant la saison des accouplements, le mâle couvre une femelle plusieurs fois par jour.
Les mères fournissent la plupart des soins aux nouveau-nés, cependant des mâles peuvent aussi toiletter des nourrissons.
La saison des accouplements dure d’août à octobre, les naissances se font de mars à juin (avec un pic en avril). La gestation dure 193–203 jours. Une femelle adulte met bas tous les deux ans.
La durée de vie est de 25 à 30 ans.
Les prédateurs naturels sont le Dhole (Cuon alpinus), le loup gris (Canis lupus), le chat doré asiatique (Catopuma temminckii), le léopard (Panthera pardus), l'aigle royal (Aquila chrysaetos) et l'autour des palombes (Accipiter gentilis).

### Communication
Le rhinopithèque de Roxellane est une espèce très vocale. Les mâles produisent des gémissements (de longs cris hésitants qui accompagnent le toilettage et les repas) et des hurlements. Les femelles produisent de petits cris ii-tcha, dans des contextes stimulants et des cris aigus, en réponse aux gémissements des mâles.
En raison de leurs grandes cavités nasales, ces singes peuvent communiquer comme des ventriloques, sans bouger la face, en émettant toute une gamme de sons sans ouvrir la gueule.

## Répartition

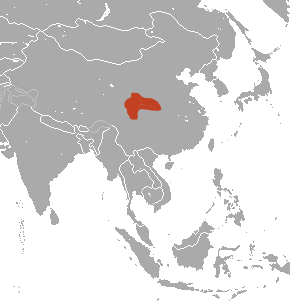
Répartition (en rouge) de l'espèce en Chine

Le rhinopithèque de Roxellane se rencontre en Chine du Sud-Ouest, le long du plateau tibétain : dans les provinces du Sichuan, du sud du Gansu, Shaanxi et Hubei.
Les populations les plus abondantes sont dans la Réserve naturelle de Wolong, placée sous la juridiction de la préfecture autonome tibétaine et qiang d'Aba, à 130 km de Chengdu, capitale de la province du Sichuan.

## Habitat
Il vit habituellement dans les forêts tempérées de montagnes, dans des régions où la couverture neigeuse peut rester plus de six mois. Dans les monts Qinling, il se rencontre dans les forêts mixtes entre 1 400 m et 2 800 m.
Il se rencontre dans les forêts de montagnes de conifères, de feuillus, de rhododendrons, dans les fourrés de bambous, jusqu'à 3 000 m. Il peut cependant migrer vers des altitudes légèrement plus basses en hiver.

## Statut de conservation
Le rhinopithèque de Roxellane est l’une des espèces les plus menacées de Colobinae asiatiques. Il est classé dans la Liste rouge de l’IUCN comme espèce « en voie de disparition », au 22 novembre 2015. La population a connu un déclin de plus de 50 % sur les trois dernières générations (approximativement 39 ans) en raison de la destruction des forêts et d’un niveau  d’exploitation non soutenable. Ce déclin se poursuit dans l’aire de distribution de Rhinopithecus roxellana roxellana, alors que les populations des deux autres sous-espèces semblent avoir été stabilisées.
La population décroissante est gravement fragmentée.
Une menace importante est la chasse pratiquée afin de se procurer des peaux utilisées en médecine traditionnelle chinoise. La peau est considérée comme un moyen de prévenir et de guérir les rhumatismes, comme l'indiquait déjà le père David au XIXe siècle.
Le père David remarque que lorsqu’il était à Moupin (Baoxing, à l’ouest de Chengdu) en 1869, la région était encore couverte de forêts primaires. C’était une région occupée par une ethnie tibéto-birmane Gyarong (appelée à l’époque Mantze) « lesquels jusque aujourd'hui se sont soustraits plus ou moins à l’autorité des mandarins chinois, partout où des montagnes presqu'inaccessibles les ont pu protéger [...] C’est cette raison qui fait que les forêts primitives y couvrent encore les hauteurs et beaucoup de vallées ; et une partie des animaux indigènes continuent à y vivre encore, protégés aussi par les croyances bouddhiques. – Au contraire, tous les pays où les Chinois ont accès se trouvent déboisés et complètement dénudés ». Les migrants sont des paysans chinois qui défrichent pour cultiver.

## Dans la fiction
Ozymandias, le dæmon de Madame Coulter, dans la série télévisée His Dark Materials : À la croisée des mondes, est un rhinopithèque de Roxellane.

## En captivité
En 2025, le Zooparc de Beauval est devenu le premier zoo en dehors de Chine à accueillir un groupe de 3 rhinopithèques de Roxellane, prêté par la Chine.
En 2025 aussi, le parc zoologique Pairi Daiza, situé en Belgique, se verra prêter 3 rhinopithèques de Roxellane par la Chine. Pairi Daiza se voit encore plus chanceux que son homologue français, car il accueillera la sous-espèce Rhinopithecus roxellana qinlingensis.